# Pompia
Espèce
La pompia ou sa pompia est un agrume cultivé en Sardaigne, produit principalement dans les communes de Siniscola, Posada, Torpè, Orosei de la province de Nuoro. On l'a longtemps identifié comme un cédrat jusqu'aux travaux de chercheur des universités de Sassari et Palerme (2013) qui montrent qu'on peut le classer comme un citron.

## Histoire
Palladius décrit dans son De Agricultura des agrumes de sa propriété sarde du Sinis, Manca dell'Arca (1780) dans Agricoltura di Sardegna mentionn pompia comme une variété d'oranger sans en donner de description. Sa taxonomie (1837) par Giuseppe Giacinto Moris est celle d'un cultivar de cédrat: Citrus medica var. monstruosa ou tuberosa, il en donne la description suivante «gros fruits, subronds ou oblongs, tubéreux ridée, orange pâle, sub-asperme; écorce épaisse, pulpe acide, feuilles ovales». Moris rapporte le terme italien Cedro di China Cédrat de Chine et de Spompia, terme conservé par divers auteurs. Gallesio est le premier à avancer une origine hybride, Mignani et al. (2015) le considèrent comme hybride probable de cédrat et avec un citron.  
Ignazio Camarda et al. publient en 2013 une étude de synthèse et se fondant sur des arguments morphologiques, biologiques et génétiques, dont la polyembryonie et l'acidité accentuée du jus le rapproche des C. limonimedica et en donnent une nouvelle taxonomie : Citrus limon var. pompia Camarda var. nova. ils écrivent  «Il diffère de C. medica L. par la forme comprimée du fruit qui est plus large que long et par le nombre plus faible de segments plus allongés de l'endocarpe. Il se distingue des autres cultivars de C. limon (L.) Osbeck par la plus grande épaisseur, la rugosité et les nervures du mésocarpe». Synonyme:  Citrus ×limon (L.) Burm.fil..  

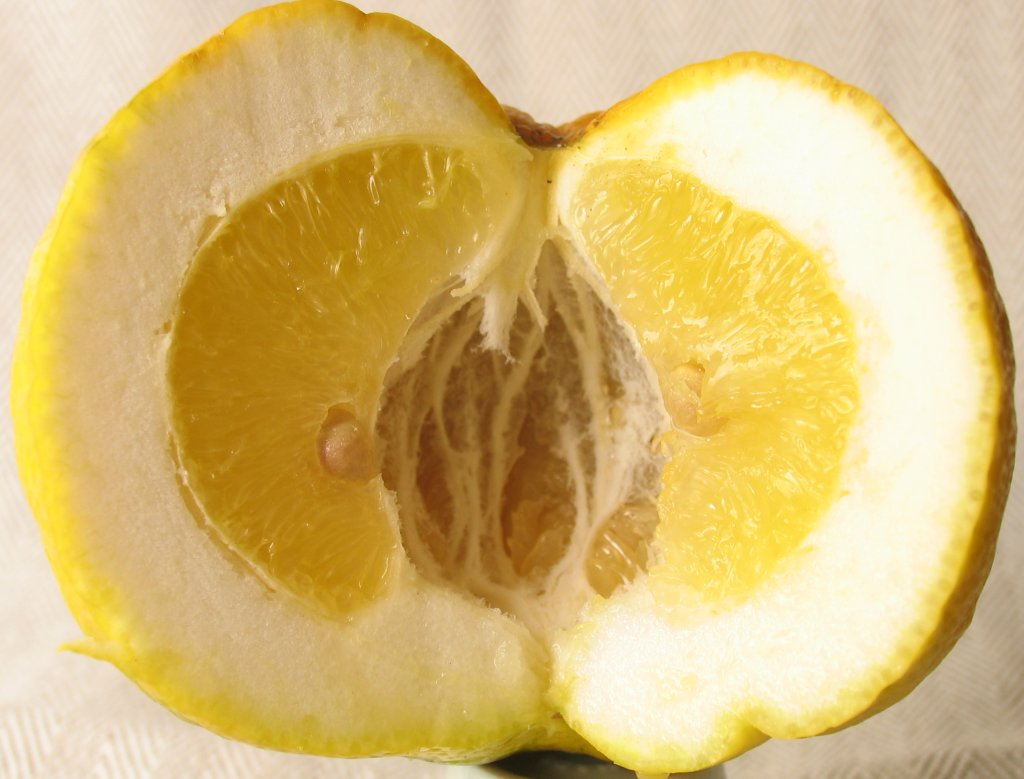
Le fruit de Pompia a une pulpe acide importante à la différence de la pulpe rare ou absente des cédrats, Les graines polyembrionées le distinguent aussi du cédrat. La nature hybride est bien visible.

En 2015, Grazia Viglietti et al. donnent une analyse de 16 cultivars et un arbre phylogénétique. Pompia aurait pour parent femelle un bigaradier, une bergamote ou un citron, ils notent la proximité génétique de Pompia avec le cédrat Rhobs el arsa (p.63). Ils donnent un clade composé de Pompia, Rhobs el arsa, la bergamote et la bigarade et le définissent comme «hybride naturel probable d'origine inconnue poussant sporadiquement dans la région de Baronie - Sardaigne orientale» (de nos jours il est cultivé dans toute l'ile).  
En 2019, il est décrit comme espèce diploïde régulière de Citrus. La proximité avec C. aurantium (parent femelle) et C. medica (pollinisateur) est mise en évidence. 

## Description et culture
L'arbre de pompia est de taille moyenne (sa hauteur < 3 m) aux branches épineuses clairsemées et à grandes feuilles, ovales. Les fleurs blanches violacées, seules ou regroupées en inflorescences sont grandes et parfumées. Le fruit oblat a une base ridée avec un petit calice, le pédoncule est résistant à l'abscission. L'albédo bosselé est dur et épais.
La récolte est manuelle et se déroule de la mi-novembre à fin janvier. Le poids de 700 g. donné dans la littérature est une moyenne approchée.
Avec le soutien de la municipalité de Siniscola, le Presidio Slow Food a réuni des producteurs pour défendre la connaissance de cet agrume en dehors du marché local et de trouver de nouvelles possibilités de transformation et d'emploi.

## Utilisation
Il est immangeable cru, la pulpe acide était utilisée comme détergent ou pour polir les métaux. Son usage culinaire est 

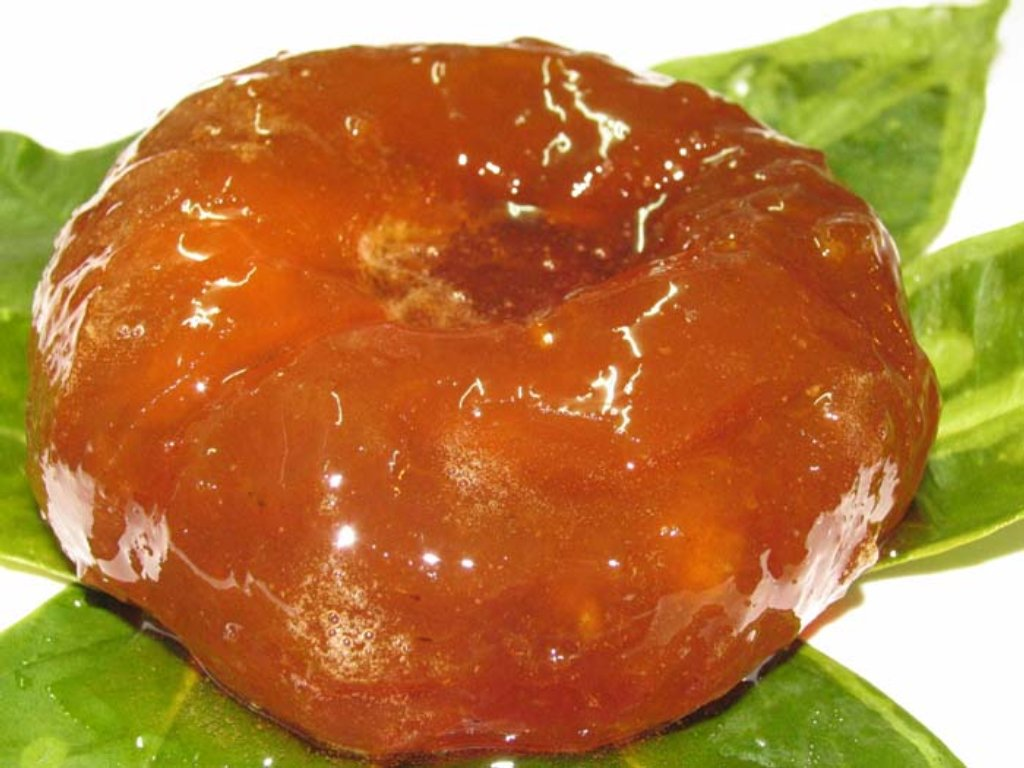
Pompia entier gratté et vidé confit au miel.

- Pompia entier gratté et vidé confit au miel. le fruit confit entier Siniscolesa Traditional Pompia[7]. Sa pompia intrea servi en portion sur une feuille d'oranger, Le fruit est débarrassé de son zeste,  et vidé de sa pulpe par un trou au niveau du pétiole, puis bouilli et confit  dans du miel de fleurs sauvages. Le tout est conservé en bocal[8].
- la liqueur de pompìa s'aranzata thinoscolesa, qui se fait comme le limoncello par macération de zeste dans l'alcool[9].
- un dessert de mariage typique, à base d'écorces confites et d'amandes[10],
- on fait encore la panna cotta à la Pompìa confite, des barbotines, de la crème glacée et des sorbets, de la confiture de Pompìa. La pâte à tartiner à la Pompìa est servie sur les viandes[8].

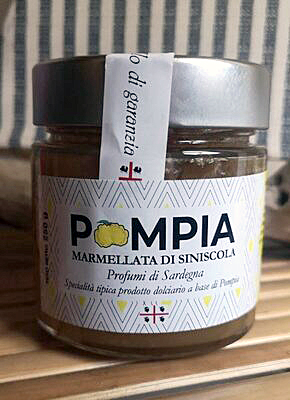
Confiture de pompia

## Huile essentielle
Une publication (2019) de l'Université de Pise confirme l'aspect hybride y compris dans l'huile essentielle du fruit, Pompia n'a pas le niveau important de γ-terpinène propre à certains cédrats, et α- et β-pinène y sont présents à moins de 0,5 % contrairement au citron. De mêm de linalol et l'acétate de linalyle, typiques de la bigarade Citrus aurantium y sont rares. Le limonène atteint des niveaux élevés: 77.4% en H.E. hydro-distillée et 95.7% pour les H.E. extraite par pression à froid. Le écarts de composition selon la méthode d'extraction sont importants, par exemple le geranial est à 6.16% en hydro-distillation et quasi absent en pression à froid. Les auteurs donnent aussi l'analyse de l'H.E. de feuilles hydro distillées.
L'huile essentielle est un antioxydant. 

### Parfumerie
La parfumeuse italienne Erica Cancellu établie entre Arzachena et Palau, au nord de la Sardaigne a créé une eau de Cologne Sa Pompia. dont elle décrit le parfum comme «ensoleillé et succulent, lumineux et séduisant».